# Klaus Mann

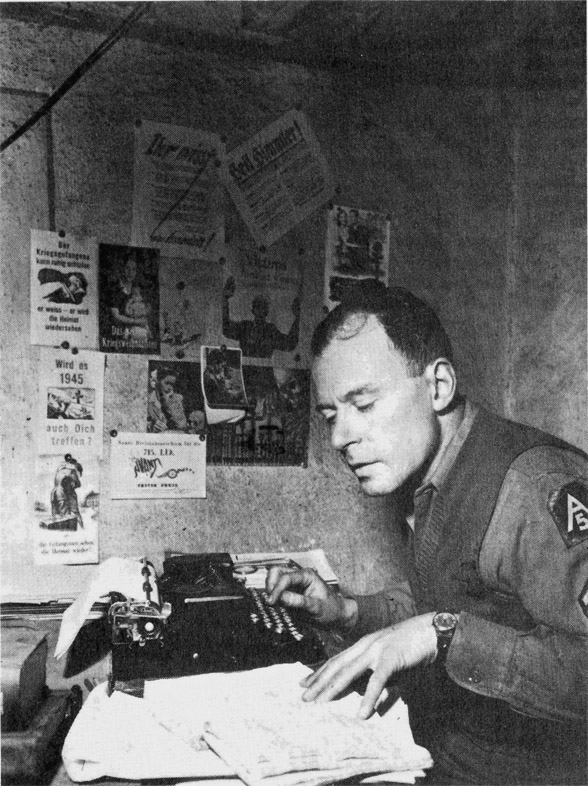
Klaus Mann i Italien 1944.

Klaus Mann, född 18 november 1906 i München, död 21 maj 1949 i Cannes (självmord), var en tysk-amerikansk författare, son till Thomas Mann, bror till Erika Mann och Golo Mann, brorson till Heinrich Mann.

## Liv och verk
Klaus Mann debuterade 1925 med romanen Der fromme Tanz, och skrev därefter noveller, essäer, romaner och tidningsartiklar. Han gjorde också resor och framträdanden tillsammans med sin ett år äldre syster Erika, som han stod mycket nära. Tillsammans med Pamela Wedekind (dotter till Frank Wedekind) och Gustaf Gründgens bildade syskonen en teatergrupp, som gjorde skandal med pjäsen Anja och Ester (1925), som handlar om två flickors erotiskt färgade vänskap på en flickpension.
1933 lämnade han Tyskland till följd av nazismen, liksom den övriga familjen. Debutromanen Der fromme Tanz hade tidigare under året bränts under bokbålen runt om i Nazityskland. Från 1936 var han bosatt i USA, och övergick till att skriva på engelska. 1937 träffade Klaus Mann, som var homosexuell, sin amerikanske partner, Thomas Quinn Curtiss. När USA dragits in i andra världskriget gick han ut som frivillig, och återvände till Europa som soldat.
Klaus Mann missbrukade morfin. Hans far Thomas Mann tog offentligt avstånd sedan sonen deklarerat sin homosexualitet i romanen Der fromme Tanz. Efter Tysklands kapitulation upplevde Klaus Mann att han saknade mål, efter att i tolv år kämpat mot nazismen och att han förlorat sitt språk. Han begick till sist självmord.
Klaus Manns mest kända verk är romanen Mephisto, där han beskriver en medlöparnatur. Boken läses ofta som en nyckelroman, där förebilden för huvudpersonen skall vara Klaus Manns tidigare svåger Gustaf Gründgens. I sin memoarbok Vändpunkten skriver Klaus Mann: "Gründgens individuella problem intresserade mig inte. Men den 'kultiverade medlöparens', den talangfulle opportunistens, den åsiktslöse begåvningens problem - det synes mig vara av intresse!"
Hans självbiografi Vändpunkten finns i både en engelsk version från 1942 (The Turning Point) och en mera omfattande tysk version postumt utgiven 1952 (Der Wendepunkt).